# Reino Suevo
O Reino Suevo, também denominado Reino da Galécia (em latim: Gallaecia/Galliciense Regnum), foi um reino germânico pós-romano que existiu no noroeste da Península Ibérica entre o ano 411 e 585 e um dos primeiros reinos a separar-se do Império Romano. O reino foi fundado pelos Suevos, um povo de origem germânica que, no ano 409, invadiu a Península Ibérica juntamente com os Vândalos e os Alanos. Tendo ocupado inicialmente as regiões costeiras das províncias romanas da Galécia e do norte da Lusitânia e estabelecido a capital em Braga, o reino manteve a sua independência até 585, data em que foi anexado pelos Visigodos e convertido na sexta província do Reino Visigótico.
Ao longo do século V o reino inicia uma série de campanhas militares bem sucedidas na Península Ibérica. Em 419, Hermerico controlava toda a província da Galécia. Durante o reinado de Réquila os suevos conquistaram algumas das mais importantes cidades romanas, como Mérida (439), capital da Lusitânia, Mértola (440) e Sevilha (441), capital da Hispânia Bética. No entanto, em 456 os suevos são derrotados por um exército de federados enviado pelo imperador Ávito (r. 455–456). A execução do rei Requiário deu origem a uma crise de sucessão e guerra civil no reino suevo, em que duas facções competiram pelo trono. Em 460, Remismundo uniu as duas fações e tornou-se rei, tendo conquistado as cidades romanas de Conímbriga (468) e Lisboa (469). Praticamente não existem fontes documentais sobre a história do reino entre 470 e 550, intervalo que os historiadores denominam período obscuro.
Na segunda metade do século VI são convocados vários concílios católicos no reino que confirmam a conversão da corte ariana para o catolicismo e consolidam o papel da Igreja na administração do território. O arcebispo de Braga, Martinho de Dume, presidiu a vários concílios e promoveu o renascimento cultural e político do reino. Durante a década de 570 o vizinho reino Visigótico, que dominava já a maior parte da Península, inicia uma série de campanhas a norte e em 576 atravessa as fronteiras da Galécia. Em 583 o rei Miro é derrotado em Sevilha e forçado a assinar um tratado de fidelidade com os Visigodos. Em 585, o Reino Suevo é invadido pelo exército do rei Leovigildo e anexado no Reino Visigótico.

## História
A Galécia e o norte da Lusitânia eram províncias remotas do Império Romano. Ao contrário de outros povos bárbaros, como os Vândalos, os Visigodos, os Ostrogodos ou os Hunos, que tiveram um papel importante na perda das províncias ocidentais de Roma, os Suevos praticamente não constituíam uma ameaça para os interesses de Roma. Ao longo da sua história enquanto nação independente, os Suevos mantiveram uma atividade diplomática significativa, principalmente com o Império Romano do Ocidente, com os Vândalos, Visigodos e, mais tarde, com os Francos.

### Origem e migração dos Suevos
Pouco se conhece sobre os Suevos que na noite de 31 de dezembro de 406 atravessaram o Reno para ocupar o Império Romano. Especula-se que estes Suevos sejam o mesmo grupo que alguns registos da época mencionam como Quados, povos que viviam a norte do Danúbio no território que é hoje a Áustria oriental e e a Eslováquia ocidental. Este povo desempenhou um papel significativo nas guerras marcomanas do século II quando, em conjunto com os Marcomanos, lutaram contra as forças romanas comandadas pelo imperador Marco Aurélio. A principal razão para associar os Suevos e os Quados no mesmo grupo tem origem numa carta escrita por Jerónimo de Estridão que lista os invasores que em 406 atravessaram a Gália, na qual lista os Quados, mas não os Suevos. No entanto, o argumento para esta teoria baseia-se apenas no desaparecimento da menção aos Quados e na emergência dos Suevos, e contrasta com o testemunho de outros autores contemporâneos, como Orósio, que cita os Suevos entre os povos que atravessaram o Reno em 406, a par dos Quados, Marcomanos, Vândalos e Sármatas.

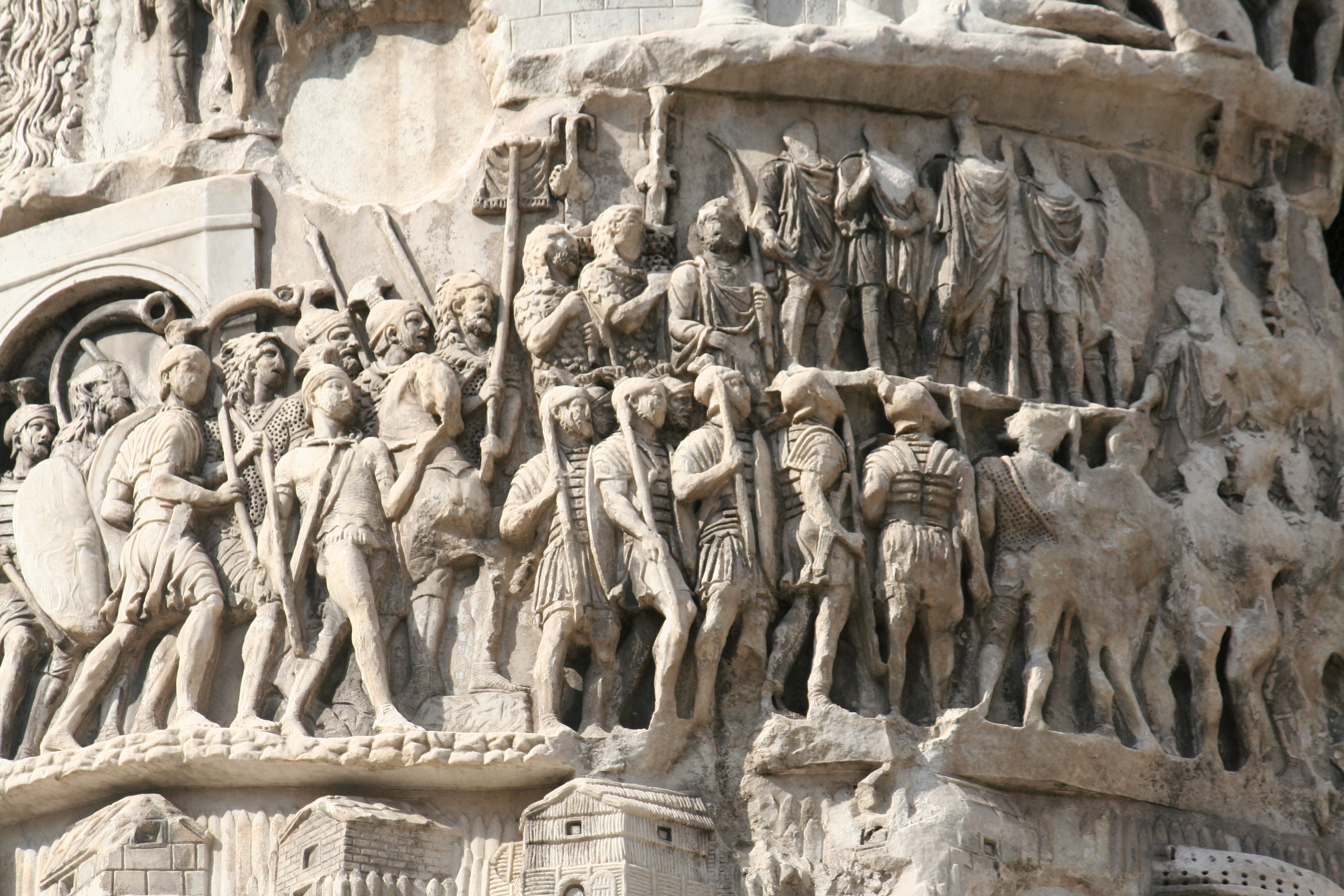
Pormenor da Coluna de Marco Aurélio, erigida para celebrar o triunfo romano sobre, entre outros povos, as tribos suevas dos Marcomanos e dos Quados no ano 176

Gregório de Tours identifica os Suevos da Galécia como Alamanos, enquanto Procópio de Cesareia os identifica simplesmente como Germânicos. Jordanes menciona outros grupos de Suevos que viviam na região do Danúbio entre os séculos V e VI. Recentemente, tem-se sugerido que a falta de referência aos Suevos pode significar que eles não eram um grupo étnico distinto e antigo em si, mas antes o resultado de uma etnogénese recente de vários grupos de pequena dimensão, entre os quais os Quados e os Marcomanos, que migraram em conjunto do vale do Danúbio para a Península Ibérica.
Embora não exista documentação clara sobre as razões por trás da migração do ano 406, uma teoria com aceitação significativa sustenta que a migração forçada de vários povos germânicos para oeste do Reno se deveu à pressão dos Hunos em finais do século IV. Independentemente das razões, os Suevos, juntamente com os Vândalos e os Alanos, atravessaram o Reno na noite de 31 de dezembro de 405. A sua entrada no Império Romano aconteceu numa época em que no Império do Ocidente ocorriam uma série de invasões e guerras civis. Entre 405 e 406 a península itálica foi invadida pelos Godos sob o comando de Radagaiso e o trono romano foi sucessivamente reivindicado por uma série de usurpadores. Isto permitiu aos povos bárbaros entrar na Gália com pouca ou nenhuma resistência e ocupar as províncias da Germânia Inferior e da Bélgica antes de terem sido considerados uma ameaça. Em resposta à invasão bárbara da Gália, o imperador Constantino III repeliu os invasores Vândalos, Alanos e Suevos, que ficaram confinados à Gália do norte. No entanto, na primavera de 409 o general Gerôncio liderou uma revolta na Hispânia e instalou no trono de Roma o seu próprio imperador, o usurpador Máximo. Constantino, que tinha sido recentemente elevado a Augusto, dirigiu-se para a Hispânia para conter a rebelião. Gerôncio respondeu instigando e mobilizando os bárbaros da Gália contra Constantino. No verão de 409, os Vândalos, Alanos e Suevos começaram a deslocar-se para sul em direção à Hispânia.

### Fundação do Reino Suevo (409-416)

Em 411, os vários grupos bárbaros dividiram as províncias da Hispânia entre si. Os Vândalos Silingos estabeleceram-se na Hispânia Bética, os Alanos nas províncias da Lusitânia e da Hispânia Cartaginense e os Suevos partilharam a província da Galécia no noroeste peninsular

A guerra civil que irrompeu na Península Ibérica entre as forças de Constantino e Gerôncio deixou as passagens pelos Pirenéus propositada ou inadvertidamente negligenciadas, tornando a Gália do sul e a Península Ibérica vulneráveis a uma eventual invasão bárbara. Idácio de Chaves documenta que a travessia dos Vândalos, Alanos e Suevos para a Península Ibérica teve lugar ou a 28 de setembro ou a 12 de outubro de 409. Alguns historiadores assumem que as duas datas correspondem ao princípio e ao fim da travessia dos Pirenéus, uma vez que não seria possível para um grupo de milhares de pessoas atravessar uma barreira de tal magnitude em apenas 24 horas. Idácio escreve ainda que, após entrarem na Hispânia, os povos bárbaros e os próprios soldados romanos passaram os anos de 409 e 410 a pilhar comida e valores das cidades. Este processo causou uma fome generalizada que, ainda segundo Idácio, forçou os locais ao canibalismo.
Em 411, os vários grupos bárbaros decidiram firmar a paz e dividir as províncias da Hispânia entre si. A historiografia da época refere o termo sortes, ou lotes, para os territórios recebidos por cada federado bárbaro, pelo que muitos historiadores mencionam a possibilidade de ter existido um tratado com o governo de Máximo. No entanto, não existem evidências concretas de qualquer tratado entre os Romanos e os bárbaros. Idácio não menciona qualquer tratado e apenas refere que a paz de 411 foi resultado da compaixão de Deus, enquanto Orósio afirma que, numa data posterior, os reis dos Vândalos, Alanos e Suevos tentaram obter um pacto semelhante ao dos Visigodos.
Na divisão de territórios entre os quatro grupos bárbaros, os Vândalos Silingos estabeleceram-se na Hispânia Bética, os Alanos nas províncias da Lusitânia e da Hispânia Cartaginense e os Suevos partilharam a província da Galécia no noroeste peninsular. A divisão da Galécia entre os Suevos e os Asdingos colocou os Suevos na parte ocidental da província, na costa do Atlântico, muito provavelmente no território entre as atuais cidades do Porto, a sul em Portugal, e Pontevedra, a norte na Galiza. Pouco tempo depois, a cidade de Braga torna-se a capital da região e os Suevos expandem-se para as cidades de Astorga, para a região de Lugo e para o vale do rio Minho. Não existem evidências de que os Suevos tenham ocupado outras cidades na província antes do ano 438. A relação inicial entre os Galécios e os Suevos não era tão conflituosa como algumas vezes é sugerido. Idácio não menciona qualquer guerra ou conflito com os habitantes locais entre os anos 411 e 430 e Orósio afirma que os recém-chegados muito rapidamente "trocaram a espada pelo arado" após receberem as terras.
Com base em dados toponímicos, tem sido proposto que os Búrios, outro grupo germânico, teriam acompanhado os Suevos e se instalaram na Galécia na região entre os rios Cávado e Homem, na região de Búrio, atualmente Terras de Bouro.

### Consolidação e expansão territorial (416-448)

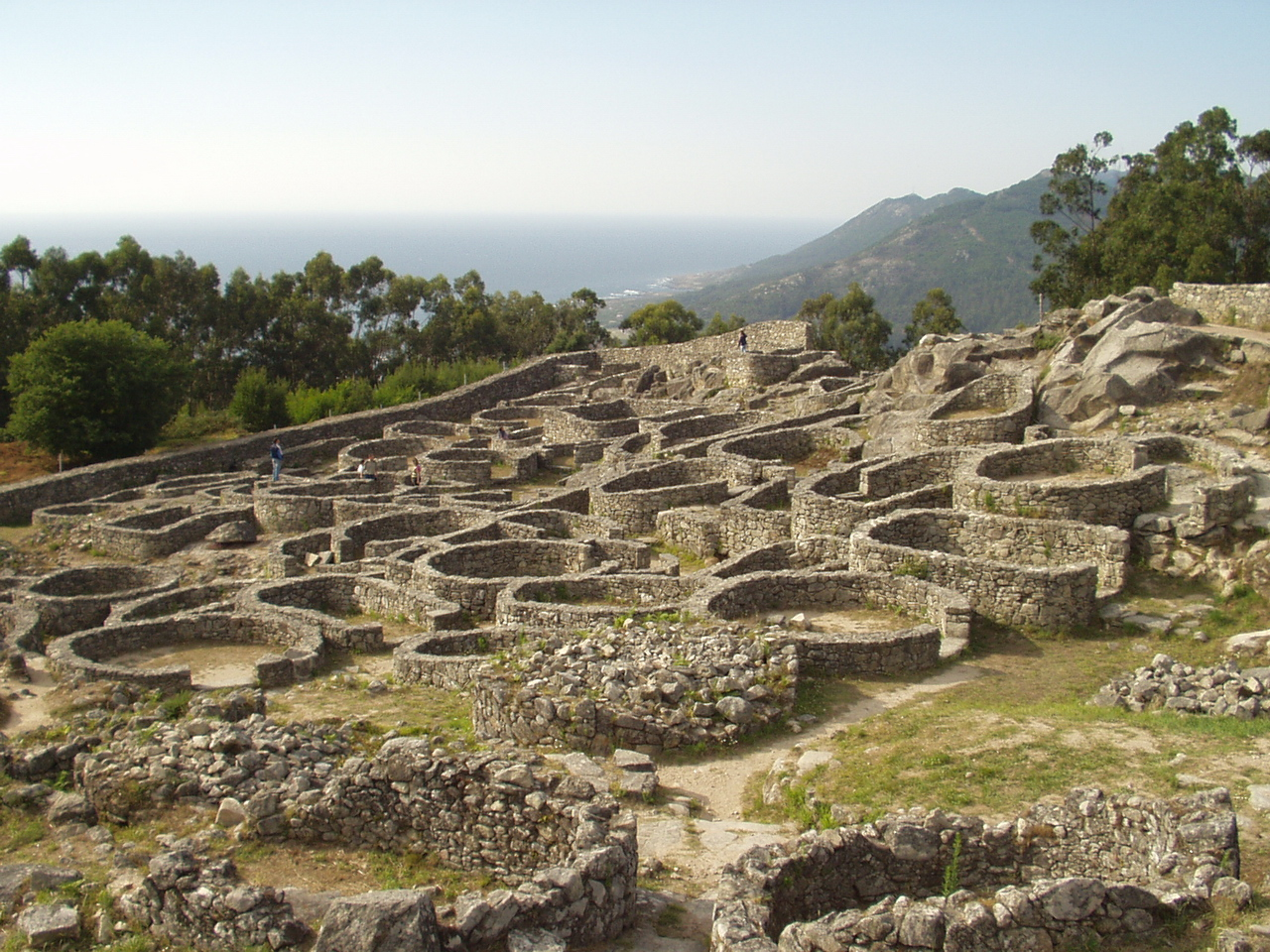
Durante as sucessivas pilhagens suevas, os Galécios, pouco romanizados, foram obrigados a refugiar-se e a ocupar os antigos castros da Idade do Ferro

Em 416, os Visigodos entram na Península Ibérica, enviados pelo imperador ocidental para combater os bárbaros que aí chegaram em 409. Por volta de 418, os Visigodos, liderados pelo rei Vália, tinham devastado os Vândalos Silingos e os Alanos. De parte desta campanha ficaram os Vândalos Asdingos e os Suevos, que permaneceram as duas restantes forças na Península. Em 419, depois da partida de Vália para o território da Aquitânia, irrompeu um conflito entre os Vândalos, liderados pelo rei Gunderico, e os Suevos, liderados pelo rei Hermerico. Os dois exércitos defrontaram-se na Batalha dos montes Nervasos, mas a intervenção das forças romanas comandadas pelo general Astério foi decisiva no conflito, atacando os Vândalos e forçando-os a deslocar-se para sul, na atual Andaluzia, o que deixou toda a Galécia praticamente na posse dos Suevos. O restante reinado de Hermerico foi dedicado à consolidação do governo Suevo na província da Galécia. Em 430 rompeu com a paz mantida com os povos locais, pilhando a Galécia central e forçando os galécios, pouco romanizados, a ocupar os antigos castros da Idade do Ferro. Embora tenha sido estabelecida uma nova paz, firmada com a troca de prisioneiros, em 431 e 433 surgiram novos focos de conflito. Em 438, Hermerico adoece. Tendo anexado ao seu reino a totalidade da antiga província romana da Galécia, estabeleceu a paz com a população local e abdicou do trono dos Suevos em favor do seu filho Réquila.

Territórios conquistados durante o reinado de Réquila entre 438 e 448, incluindo as cidades romanas mais importantes como Mérida, Mértola e Sevilha

Réquila viu a oportunidade para expansão do reino e começou a avançar para outras regiões da Península Ibérica. No mesmo ano liderou campanhas militares em Bética, derrotando em batalha o duque romano (Romanae militiae dux) Andevoto nas margens do rio Genil. No ano seguinte, os Suevos invadiram a Lusitânia e conquistaram a capital, Mérida, que se tornou por um breve período de tempo a nova capital do reino Suevo. Réquila continuou a expandir o reino e, por volta de 440, tinha cercado e forçado a rendição do general romano Censório na cidade estratégica de Mértola. Em 441, poucos meses após a morte de Hemerico, o exército suevo conquista Sevilha, a capital da Hispânia Bética, permitindo aos suevos ter algum domínio não só sobre a Hispânia Bética como também sobre a Hispânia Cartaginense.
Em 446, os romanos enviam para as províncias hispânicas um mestre dos soldados (magister utriusque militiae) proveniente da Gália chamado Vito que, com a assistência militar dos Godos, tentou subjugar os Suevos e restaurar a administração romana na Hispânia. Réquila marchou de encontro aos romanos e, após a derrota dos Godos, Vito retirou-se em desgraça e não foram feitas mais tentativas do Império Romano para tentar recapturar a Hispânia.

### Reinado de Requiário I (448-456)
Em 448, Réquila morre, deixando o trono suevo ao seu filho Requiário I. Ao contrário do seu pai, pagão, Requiário foi um dos primeiros reis Cristãos entre os povos germânicos e o primeiro a cunhar moedas em seu nome. Alguns historiadores acreditam que a cunhagem é um sinal claro da autonomia do reino Suevo, uma vez que na fase final do império a cunhagem de moeda própria está associada à declaração de independência. Com a pretensão de dar continuidade às carreiras do pai e do avô, Requiário deu início a uma série de manobras políticas ambiciosas no reino. A primeira foi o seu casamento com a filha do rei Godo Teodorico I em 448, de modo a estreitar os laços políticos entre os dois povos. Também liderou uma série de pilhagens na Vascónia, Saragoça e Lérida, na Hispânia Tarraconense, que à data ainda se encontrava sob domínio de Roma.  Estas pilhagens eram muitas vezes realizadas em coligação com os Bagaudas, insurgentes hispano-romanos locais. Em Lérida chegou a capturar prisioneiros, que foram levados como servos para as províncias suevas da Galécia e da Lusitânia.
Na sequência destas pilhagens, Roma envia um embaixador aos Suevos com a missão de negociar as condições de paz. No entanto, em 455 os Suevos pilham as terras cartaginenses que tinham sido devolvidas a Roma. Em resposta, o novo imperador Ávito e o Reino Visigótico enviam uma embaixada conjunta, uma vez que a paz estabelecida com Roma também estava a ser garantida pelos Godos. No entanto, entre 455 e 456 Requiário lança duas novas campanhas militares na Hispânia Tarraconense e regressa à Galécia com um elevado número de prisioneiros.
O imperador Ávito finalmente responde à insolência de Requiário no outono de 456, enviando para a Galécia através dos Pirenéus um exército imenso liderado pelo rei visigodo Teodorico II. Este exército era constituído por federados, incluindo os Burgúndios liderados pelos reis Gondioco e Quilperico I. Os Suevos mobilizaram-se e em 5 de outubro os dois exércitos enfrentaram-se nas margens do rio Órbigo perto de Astorga. Os Godos de Teodorico II derrotaram os Suevos que, embora mortos e capturados em grande número, conseguiram fugir. Requiário retirou-se em direção à costa atlântica, perseguido pelo exército Godo, que conquistou e pilhou Braga em 28 de outubro. Mais tarde, Requiário foi capturado no Porto, onde tentava embarcar para fugir, tendo sido executado em dezembro do mesmo ano. Após a sua execução, Teodorico continuou a luta com os Suevos ao longo de mais três meses. No entanto, em abril de 459 regressou à Gália, alarmado pelos movimentos políticos e militares do novo imperador Majoriano e do general Ricímero, enquanto os seus aliados pilhavam Astorga, Palência e outras cidades no regresso aos Pirenéus.

### Crise de sucessão e guerra civil(456–470)

Cronologia dos reis suevos

Quando os Visigodos executaram Requiário, desapareceu também a linha de sucessão dinástica. Em 456, um rei obscuro de nome Agiulfo assumiu a liderança dos Suevos. A origem da sua ascensão não é clara. Idácio menciona que se tratava de um desertor Godo, enquanto Jordanes afirma que foi um Varno apontado por Teodorico para governar a Galécia, mas que foi persuadido pelos Suevos. Agiulfo foi morto no Porto em junho de 457, mas a sua rebelião, a par das ofensivas do imperador Majoriano contra os Visigodos, aliviaram a pressão sobre os Suevos. Ainda em 456, no mesmo ano da execução de Requiário, Idácio afirma que os Suevos escolheram Maldras para seu rei. Esta afirmação sugere que o povo Suevo pode ter tido influência na seleção do novo monarca. No entanto, a eleição de Maldras provocou uma divisão profunda entre os Suevos. Uma parte significativa da população sueva a norte não aceitou a eleição de Maldras e elegeu outro pretendente, denominado Frantano. É provável que esta fosse a mesma facção que anteriormente tinha apoiado Agiulfo.
Em 458 os Godos enviam um exército para Hispânia, que chega a Bética em julho e retira aos Suevos o domínio da província. Maldras foi assassinado em 460, após um reinado de quatro anos de pilhagens sucessivas na Lusitânia e no sul da Galécia ao longo do vale do rio Douro. No mesmo ano, Maldras foi sucedido na liderança da facção sul por um chefe militar denominado Frumário. Ao mesmo tempo, a facção  a norte escolheu outro líder, Requimundo, que tinha pilhado a Galécia entre 459 e 460. É provável que Frumário tenha disputado com Requimundo a liderança pelo trono suevo até à sua morte. Ainda em 460, os Godos capturaram a cidade muralhada de Lugo, que ainda se encontrava sob a autoridade de um oficial romano. Em resposta, os Godos enviam o seu exército para atacar os Suevos que se estavam a instalar nos arredores da cidade, embora a campanha tenha sido revelada por alguns locais, que Idácio considera traidores. No entanto, devido à influência de dois nobres romanos, Ospínio e Ascânio, o exército visigodo que perseguia Frumário foi obrigado a retirar-se. Mais tarde no mesmo ano, Frumário devastou a cidade de Chaves com a conivência dos romanos, capturando o bispo e Idácio de Chaves, que manteve prisioneiro durante três meses. A morte de Fumário, em 464, encerrou um período de dissidência interna entre os Suevos e de conflito permanente com a população nativa.
Em 464, Remismundo, um embaixador que já por várias vezes tinha viajado entre a Galécia e a Gália, tornou-se rei. Remismundo conseguiu unir as várias facções suevas sob o seu governo e ao mesmo tempo restaurar a paz. Foi também reconhecido, e possivelmente aprovado, por Teodorico, que lhe ofereceu armas e uma esposa. Sob a sua liderança, os Suevos voltaram às incursões nos territórios vizinhos da Lusitânia e do Convento Asturicense, enquanto continuavam a lutar contra várias tribos galegas, como os Aunonenses, que se recusavam a submeter a Remismundo. Em 468, os Suevos conseguiram destruir parte das muralhas de Conímbriga, na Lusitânia, tendo pilhado a cidade, que ficou praticamente abandonada após a população ter sido levada para o norte como escrava. No ano seguinte conseguiram também capturar Lisboa, entregue pelo governador romano Lusídio e que mais tarde se tornou embaixador dos Suevos junto ao imperador romano.

### Período ariano ou período obscuro (470-550)

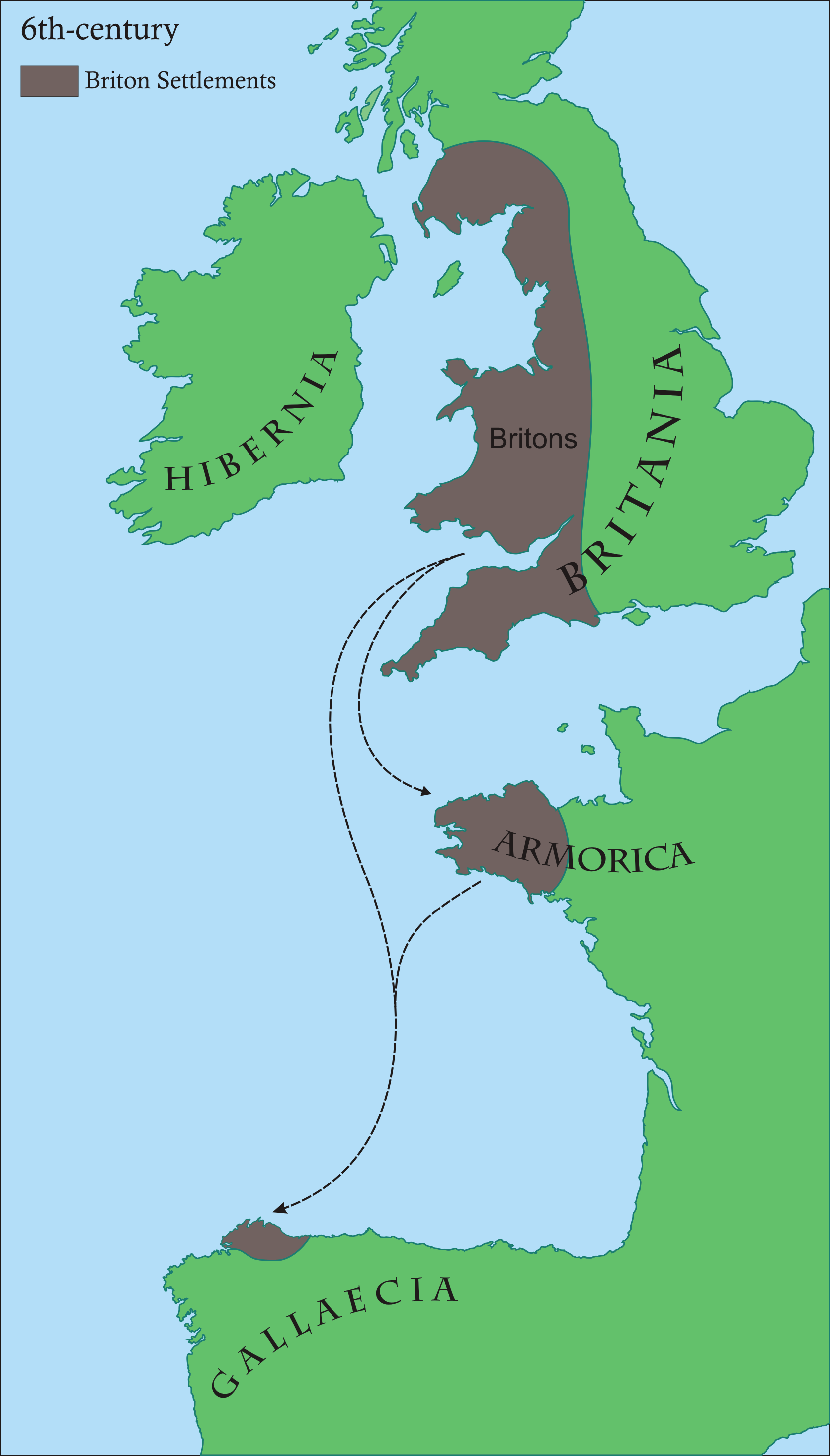
Assentamentos bretões no século VI

Pouco se sabe sobre o período entre 470 e 550 para além do testemunho de Isidoro de Sevilha que, no século VII, mencionou que durante este intervalo reinaram vários monarcas, todos eles arianos. Um documento medieval pouco confiável denominado Divisão de Vamba (Divisio Wambae) menciona um rei desconhecido denominado Teodemundo. Outras crónicas menos fidedignas e posteriores mencionam vários reis sob os nomes Hermenerico II, Riciliano e Requiário II.
De maior confiança é uma inscrição encontrada em Portugal, que regista a fundação de uma igreja por uma freira em 535, sob o domínio do rei Veremundo, o qual é mencionado como "sereníssimo rei Veremundo", embora esta inscrição também possa ser atribuída ao rei Bermudo II de Leão. Numa carta escrita pelo Papa Vigílio ao bispo Profuturo de Braga, datada por volta do ano 540, é mencionado que alguns católicos se tinham convertido ao arianismo e que algumas igrejas católicas tinham sido demolidas em circunstâncias desconhecidas.
Por volta de finais do século V ou inícios do século VI, estabeleceu-se no norte da Galécia um grupo de romano-bretões que procurava escapar aos anglo-saxões. Este povoado ficou mais tarde conhecido pelo nome de Britónia. A maior parte do que se conhece sobre este povoado tem origem em fontes eclesiásticas. Os registos do Segundo Concílio de Braga de 572 referem-se a uma diocese denominada Britonensis ecclesia ("Igreja Britânica") e a uma sé episcopal denominada sedes Britonarum ("Sé dos Bretões"). O documento administrativo Parochiale suevorum indica que este colonato possui as suas próprias igrejas e o mosteiro de Máximo, sendo provavelmente a Basílica de São Martinho de Mondonhedo. Mailoc, o bispo que representou estas dioceses no II Concílio de Braga, tinha nome de origem britónica.

### Renascimento cultural (550-579)

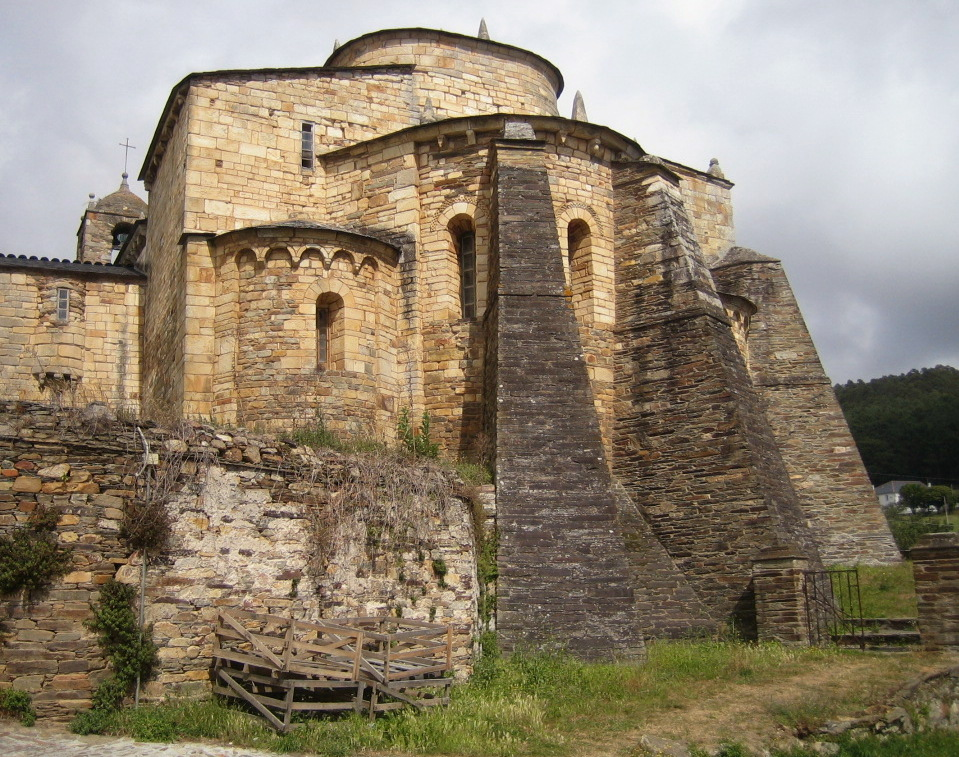
Basílica de São Martinho de Mondonhedo

Em 1 de maio de 561, o rei Ariamiro, no terceiro ano de reinado, convocou o Primeiro Concílio de Braga, sendo denominado nas atas por "glorioso rei". Tendo sido o primeiro Concílio Católico realizado no reino, foi na sua maioria dedicado à condenação do Priscilianismo, nunca mencionando o Arianismo, e condenando uma única vez os clérigos por adornarem o vestuário com granos, um termo germânico para trança, barba comprida, bigode ou nó suevo, um costume declarado pagão.
Em 1 de janeiro de 569 o sucessor de Ariamiro, Teodemiro, convocou um concílio em Lugo dedicado à organização administrativa e eclesiástica do reino. A seu pedido, o reino da Galécia foi dividido em duas províncias eclesiásticas que respondiam aos bispos metropolitanos de Braga e Lugo, e treze sés episcopais, algumas delas novas, para as quais foram ordenados novos bispos. A norte e dependentes de Lugo ficavam as sés de Iria Flavia, Britónia, Astorga, Ourense e Tui. A sul e dependentes de Braga ficavam as sés de Dume, Porto, Viseu, Lamego, Coimbra e Idanha-a-Velha Cada sé dividia-se em territórios mais pequenos, denominados eclésias (ecclesiae) e pagos (pagi). A escolha de Lugo para bispado metropolitano do norte deveu-se à sua situação central em relação às sés e ao elevado número de suevos que aí viviam.

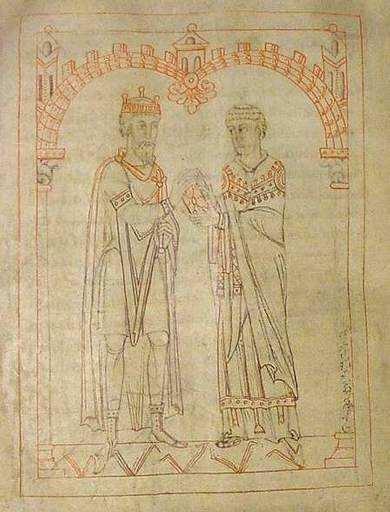
O rei suevo Miro e São Martinho de Dume, representados num manuscrito de 1145 da obra Formula Vitae Honestae de Martinho. A publicação de Martinho foi originalmente dedicada ao rei Miro, em função da sua devoção à fé católica

De acordo com João de Biclaro, no ano 570 Miro sucedeu a Teodemiro como rei dos Suevos. Na data em que ascende ao trono, o reino Suevo encontrava-se novamente em disputa com os Visigodos que, liderados pelo rei Leovigildo, se encontravam a reconstruir o seu reino, bastante diminuído e governado por estrangeiros após a derrota pelos Francos na Batalha de Vouillé.
Em 572 Miro convoca a realização do Segundo Concílio de Braga que seria presidido por Martinho de Dume, arcebispo de Braga. Martinho era um homem culto, elogiado por Isidoro de Sevilha, Venâncio Fortunato e Gregório de Tours, que levou o catolicismo aos Suevos e promoveu o renascimento cultural e político do reino. No mesmo ano, Miro liderou uma expedição militar contra os Runcões. Esta movimentação teve lugar num momento em que o rei visigodo Leovigildo mantinha uma série de campanhas militares bem sucedidas no sul da Península, tendo reconquistado para domínio visigodo as cidades de Córdova, e Medina-Sidonia e atacado a região à volta da cidade de Málaga. No entanto, a partir de 573 as suas campanhas aproximaram-se do território suevo, ocupando inicialmente Sabaria e mais tarde os Araucões e a Cantábria. Finalmente, em 576 entrou na própria Galécia, ultrapassando as fronteiras do Reino Suevo. Miro enviou vários embaixadores que conseguiram um cessar fogo temporário.

### Declínio e anexação pelo Reino Visigótico (579-585)
Em 579, o filho de Leovigildo, o príncipe Hermenegildo, revoltou-se contra o próprio pai, autoproclamando-se rei. Enquanto residia em Sevilha, Hermenegildo tinha-se convertido ao catolicismo, influenciado por Leandro de Sevilha e pela sua mulher, a princesa Franca Ingunda, em manifesta oposição ao arianismo do seu pai. Só em 582 é que Leovigildo reuniu um exército para atacar o filho, tendo capturado Mérida e, em 583, marchado em direção a Sevilha. Cercada, a rebelião de Hermenegildo tornou-se dependente do apoio dos Suevos e do Império Romano do Oriente, que desde o tempo de Justiniano (r. 527–565) controlava a maior parte das regiões costeiras do sul da Hispânia. No mesmo ano, Miro marchou com o seu exército para Sul com a intenção de romper o bloqueio. No entanto, enquanto se encontrava acampado foi cercado por Leovigildo e forçado a assinar um tratado de fidelidade com o reino Visigodo. Miro regressou à Galécia, onde adoeceu e morreu passado poucos dias devido, segundo Gregório, às más águas de Espanha. A revolta de Hermenegildo terminou em 584, após Leovigildo ter subornado os bizantinos com 30 000 soldos para retirarem o apoio ao filho.

Mapa político da Península Ibérica c. 560, com a Galécia Sueva, a Hispânia Visigótica e a província bizantina de Espânia

Após a morte de Miro, o seu filho Eborico foi coroado rei. No entanto, antes de ser coroado teve que prestar tributo de apreciação e amizade a Leovigildo. No entanto, pouco menos de um ano depois, o seu cunhado Andeca tomou o poder com o apoio do exército, levando Eborico para um mosteiro e ordenando-o padre de modo a impedi-lo de recuperar o trono. Posteriormente, Andeca casou com Sisegúncia, viúva do rei Miro, e autoproclamou-se rei. Esta usurpação e a amizade prestada por Eborico deram a Leovigildo a oportunidade de invadir o reino vizinho. Em 585, Leovigildo declarou guerra aos suevos, invadindo a Galécia. Durante a campanha, os Francos liderados por Gontrão de Borgonha atacam Septimânia, provavelmente para tentar ajudar os Suevos. Ao mesmo tempo, enviam para a Galécia vários barcos, que acabariam por ser intercetados pelas tropas de Leovigildo, que se apoderou da carga e matou ou escravizou a maior parte da tripulação. Após a derrota, o reino passou para a posse dos Godos e transformado numa das três regiões administrativas do Reino Visigótico, a par da Hispânia e da Gália Narbonense. Andeca foi capturado, ordenado padre e enviado para o exílio em Beja, no sul da Lusitânia.
Após a anexação, numa fase inicial foi mantido o aparelho administrativo do Reino Suevo. Muitos dos distritos suevos estabelecidos durante o reinado de Teodemiro foram mantidos. Em meados do século VII, uma reforma eclesiástica determinou que os bispados a norte da Lusitânia de Lamego, Viseu, Coimbra e Idanha-a-Velha, que tinham sido anexados à Galécia no século V, fossem devolvidos à obediência de Mérida. Os pequenos proprietários rurais do Reino Suevo eram pessoas essencialmente de origem celta, romana e sueva, e não Visigodos. No século que se seguiu à conquista do Reino Suevo em 585, praticamente não se verificou migração de Visigodos para o noroeste peninsular.
A última referência aos Suevos enquanto povo distinto data de um códice espanhol do século X: "hanc arbor romani pruni vocant, spani nixum, uuandali et goti et suebi et celtiberi ceruleum dicunt" ("Esta árvore é denominada ameixeira pelos Romanos; nixum pelos Hispânicos; os Vândalos, os Suevos, os Godos e os Celtiberos chamam-lhe ceruleum"). No entanto, neste contexto é provável que "suevos" se refira apenas ao povo da Galiza.

## Religião

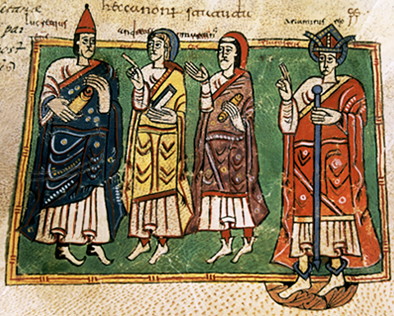
Rei Ariamiro com os bispos Lucrécio, André e Martinho durante o Primeiro Concílio de Braga. Crónica Albeldense, biblioteca do Escorial

A Igreja Cristã estava implantada no noroeste peninsular desde o século III. Os Suevos, de religião ariana, estabeleceram uma relação de distanciamento em relação à Igreja, o que lhe permitiu ter uma certa autonomia, embora com algumas dificuldades. Apesar de nem todas as atividades eclesiásticas terem sido interrompidas, aumentaram as práticas pagãs entre a população autóctone, a disciplina eclesiástica foi diminuindo e os clérigos desqualificados. Por outro lado, a Igreja não se intrometia em questões políticas da monarquia, que possuía um carácter vincadamente militar. É provável que a maioria dos Suevos se tenha mantido pagã até ao fim do século V. Em 466, um missionário ariano de nome Ájax, enviado pelo rei visigótico Teodorico II, converteu a maioria dos suevos e fundou uma igreja ariana que dominou a região até à sua conversão para o catolicismo na década de 560.
A partir de meados do século VI inicia-se um processo de conversão dos suevos ao Cristianismo e consequente aproximação entre as autoridades religiosas e políticas. A conversão favoreceu não só a coesão interna do reino, entre os conquistadores suevos e a população autóctone, como também as relações externas, proporcionando uma maior aproximação aos Reino Franco e ao Império Bizantino, o que lhes permitiu uma maior autonomia em relação aos visigodos. A política de favorecimento da Igreja, adotada pelos reis suevos a partir deste século, permitiu a realização de vários concílios, o investimento na organização interna da Igreja e a fundação de uma grande quantidade de mosteiros.

### Conversão ao catolicismo

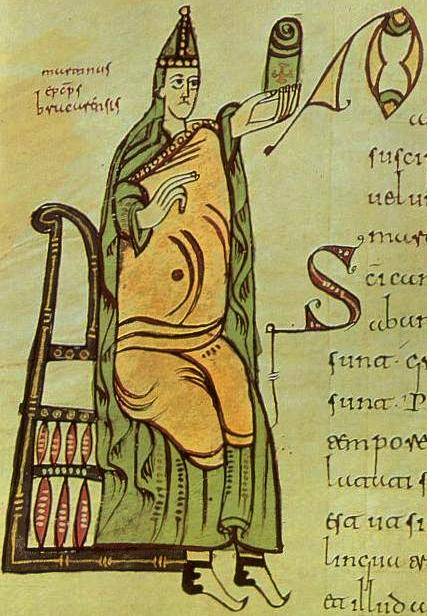
Imagem de São Martinho de Dume, c.. Crónica Albeldense, Biblioteca do Escorial

As fontes primárias apresentam a conversão dos suevos ao cristianismo de forma bastante diferente. Um dos registos da época, as minutas do Primeiro Concílio de Braga, que teve lugar em 1 de maio de 561, afirmam explicitamente que o sínodo foi realizado sob as ordens do rei Ariamiro. Embora não haja dúvidas de que Ariamiro tenha sido católico, tem sido contestada a alegação de que se trata do primeiro monarca católico suevo desde Requiário, uma vez que as minutas não citam explicitamente esse facto. No entanto, foi o primeiro rei a realizar um sínodo católico. Por outro lado, a Historia de regibus Gothorum, Vandalorum et Suevorum de Isidoro de Sevilha afirma que foi Teodemiro que realizou a conversão do seu povo com a ajuda do missionário São Martinho de Dume. E de acordo com o historiador franco Gregório de Tours, teria sido o rei Carriarico, uma figura de que não existem outros registos, que após ter ouvido falar de Martinho de Tours jurou converter-se ao catolicismo se o seu filho fosse curado da lepra. Tendo o seu filho sido alegadamente curado, a corte ter-se-á convertido ao Credo Niceno. No entanto, como esta lenda faz coincidir a conversão de Carriarico com a chegada de Martinho de Dume, por volta de 550, esta narração tem sido interpretada enquanto alegoria da obra pastoral de Martinho de Dume e da sua devoção a Martinho de Tours. Finalmente, segundo o cronista visigodo e católico João de Biclaro, a conversão Sueva só ocorreu muito mais tarde, quando o Reino Suevo já estava em processo de integração com o Reino Visigótico, após a morte de Leovigildo em 586. Teria sido o seu filho e sucessor, Recaredo I (r. 586-601), a adotar o catolicismo, tendo a maior parte do clero ariano sido convertida no ano seguinte. Para assinalar a conversão definitiva dos Visigodos à fé católica, foi convocado o Terceiro Concílio de Toledo em 589.

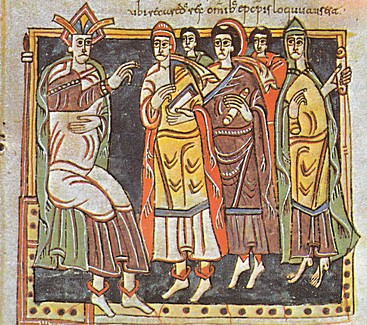
Recaredo e vários bispos durante o III Concílio de Toledo, no ano 589. Crónica Albeldense, fol. 145, Biblioteca do Escorial

A maior parte dos historiadores tem tentado organizar estas diferentes narrativas. Tem sido proposto que Carriarico e Teodemiro devem ter sido sucessores de Ariamiro, uma vez que este foi o primeiro monarca Suevo a levantar a proibição dos sínodos católicos, pelo que a cronologia indicada por Isidoro estaria errada. Reinhart sugere que Carriarico foi inicialmente convertido através das relíquias de Martinho de Tours e que Teodemiro foi convertido posteriormente através da pregação de Martinho de Dume. Dahn propõe que Carriarico e Teodemaro são a mesma pessoa, alegando que o último é o nome que adotou após ser batizado. Tem também sido sugerido que Teodemiro e Ariamiro são a mesma pessoa e se trata do filho de Carriarico. Na opinião de alguns historiadores, Carriarico não é mais do que um erro da parte de Gregório de Tours e nunca existiu. Se, como narra Gregório, Martinho de Dume tivesse morrido no ano 580 e tivesse sido bispo durante cerca de trinta anos, então a conversão de Carriarico ao catolicismo teria ocorrido no máximo em 550. Por último, Ferreiro acredita que a conversão dos Suevos ao catolicismo foi gradual e progressiva e que o levantamento da interdição dos sínodos católicos que após a conversão pública de Carriarico só ocorreu no reinado do seu sucessor, que teria sido Ariamiro. Ao mesmo tempo, Teodemiro nunca teria sido responsável por iniciar uma perseguição aos hereges arianos durante o seu reinado devido.
Após a conquista do reino Suevo, Leovigildo voltou a instaurar a Igreja Ariana entre os Suevos. No entanto, após a sua morte, em 586, o seu filho Recaredo promoveu publicamente a conversão em massa dos Suevos ao catolicismo. Esta conversão foi contestada e confrontada por um grupo de conspiradores arianos, cujo líder, Sega, seria enviado para o exílio na Galécia depois de lhe terem sido amputadas as mãos. A conversão culminou com o Terceiro Concílio de Toledo, no qual participaram 72 bispos da Hispânia, Gália e Galécia. Oito deles renunciaram ao Arianismo, entre eles quatro bispos suevos – Becila de Lugo, Gardingo de Tui, Argiovito do Porto e Sunila de Viseu. A conversão foi mencionada pelo próprio rei Recaredo: "Não só a conversão dos Godos está entre os privilégios que recebemos, mas também a infinita multidão dos Suevos, a quem com assistência divina sujeitamos ao nosso reino. Embora levados à heresia por influência externa, com as nossas diligências trouxeram-los de volta às origens da verdade." Numa carta remetida pelo papa Gregório I, Recaredo é referido como "Rei dos Visigodos e dos Suevos".

### Paulo Orósio

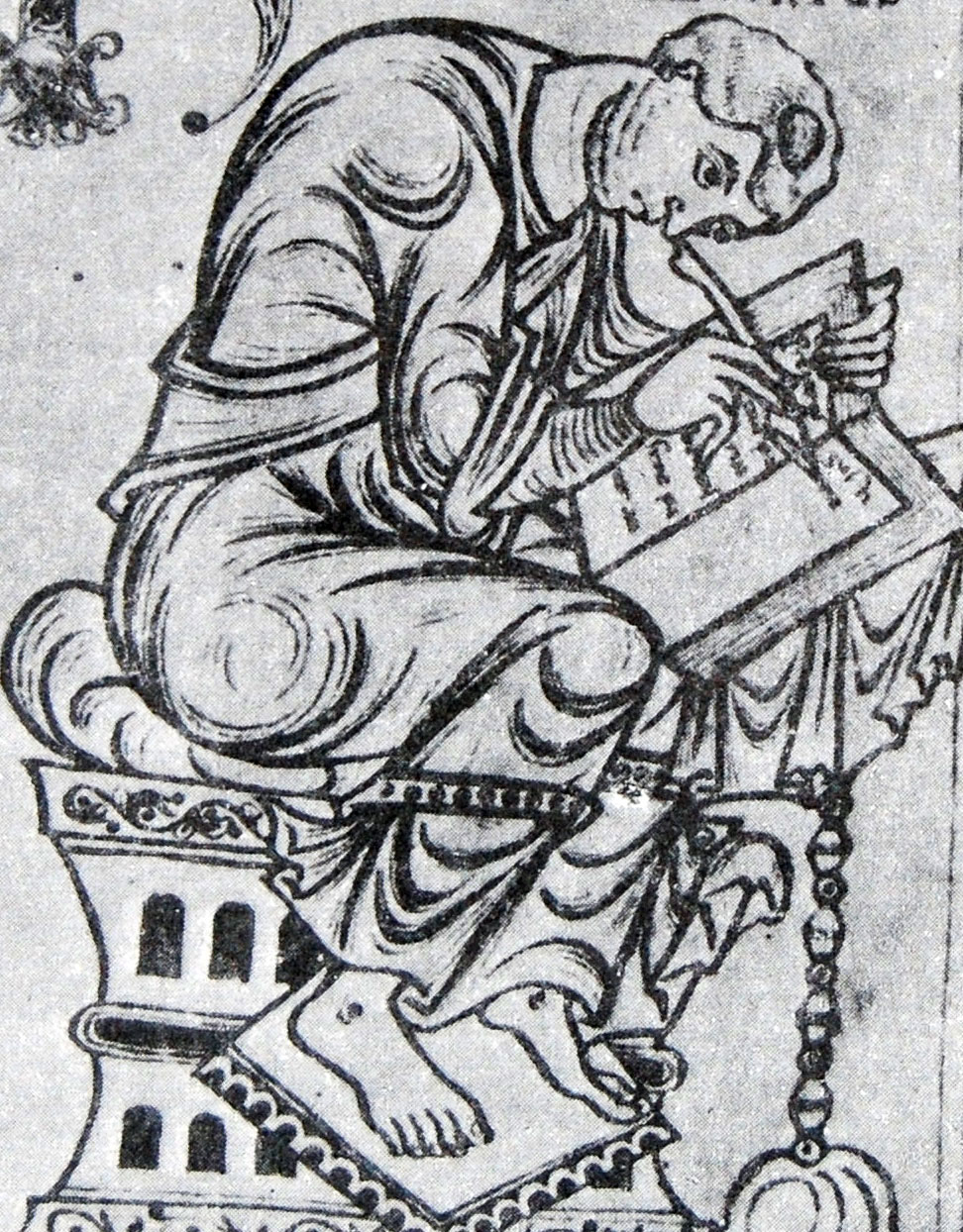
Paulo Orósio, que vivia na Galécia quando chegaram os Suevos, foi um dos principais cronistas a descrever o nascimento do Reino Suevo. Iluminura medieval do Códice de Saint-Epure

### Gregório de Tours e Martinho de Dume

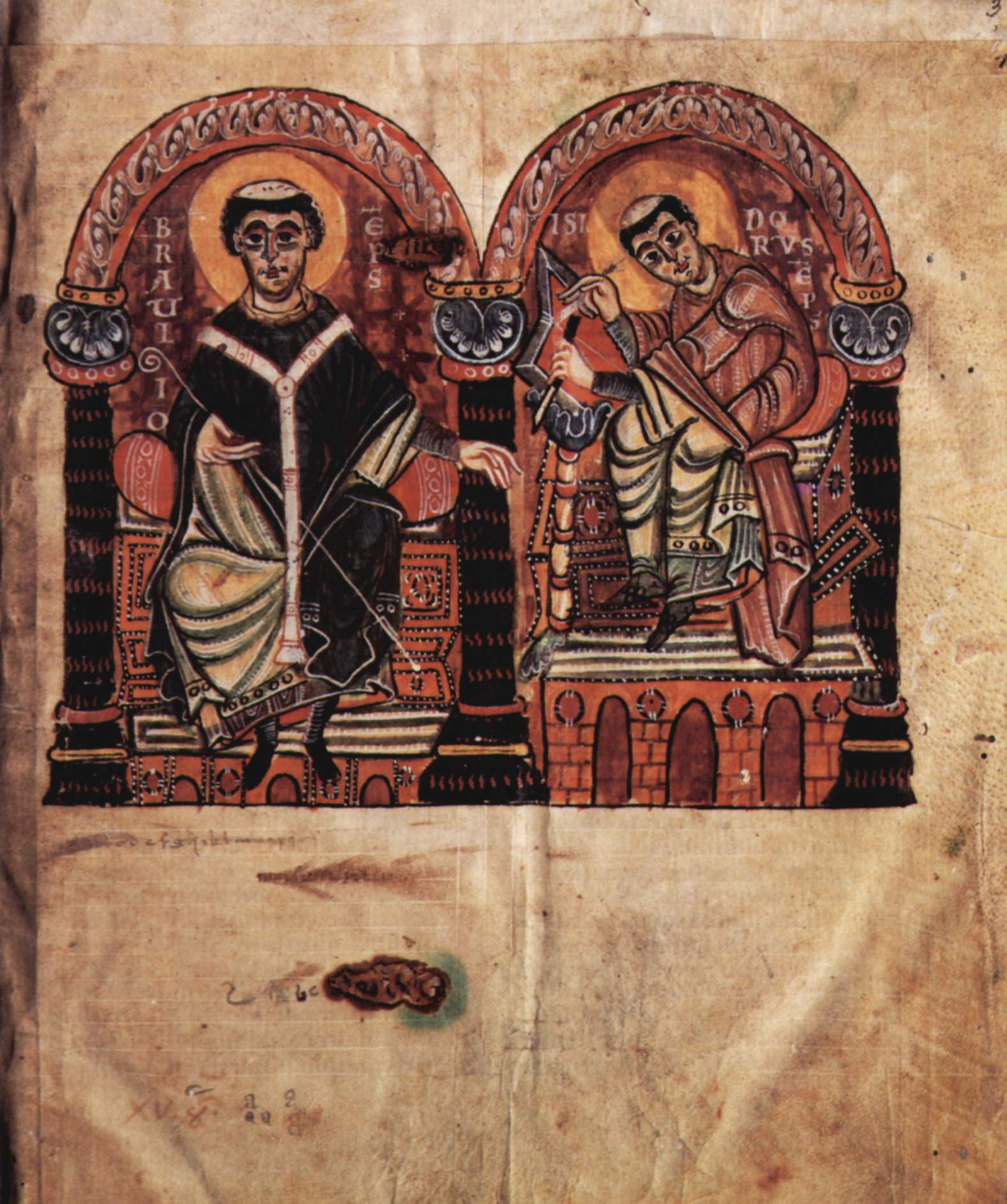
Isidoro de Sevilha (direita) e Bráulio de Saragoça (esquerda) numa iluminura otoniana da segunda metade do século X

## Legado cultural

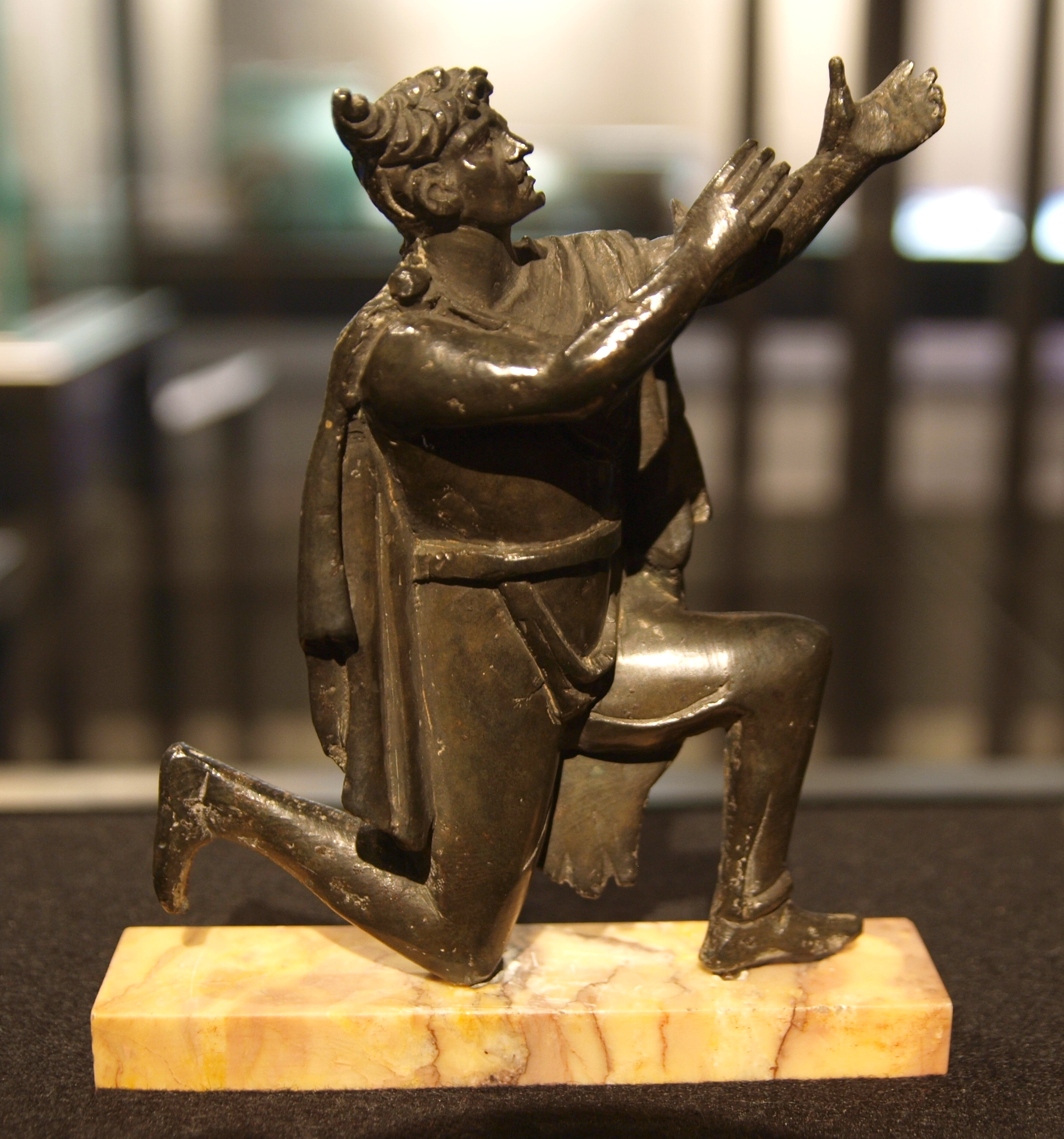
Figura de bronze romana que representa um homem germânico com vestuário e penteado característicos dos suevos, século I-II